# Mahamadou Susoho
Mahamadou Susoho, né le 20 janvier 2005 à Granollers, est un footballeur espagnol qui joue au poste de milieu défensif à Peterborough United, en prêt de Manchester City.

## Biographie

### Carrière en club
Mahamadou Susoho est né à Granollers en Catalogne, d’un père gambien et d’une mère mauritanienne . Il parle ainsi couramment catalan,.
Formé d'abord par l'Espanyol de Barcelone avant de rejoindre l'Angleterre à l'âge de 11 ans avec sa famille, rejoignant alors le Manchester City FC, où il commence sa carrière professionnelle avec le club de championnat d'Angleterre,. Il joue son premier match avec l'équipe première du club le 13 décembre 2023, lors du match de Ligue des champions contre l'étoile rouge de Belgrade. Il remplace Mateo Kovačić lors de cette victoire 3-2 chez l'ancien vainqueur de la Coupe des clubs champions européens.

### Carrière en sélection
Mahamadou Susoho est d'abord international en catégorie junior avec l'équipe d'Angleterre des moins de 16 ans, avant de finalement opter pour les sélections juniors espagnoles,.

### En club
Peterborough United
- Vainqueur de l'EFL Trophy en 2025